# Campionato mondiale maschile under 19 di pallavolo 2017
Il campionato mondiale maschile under 19 di pallavolo 2017 si è svolto dal 18 al 27 agosto 2017 a Riffa, in Bahrein: al torneo hanno partecipato venti squadre nazionali under 19 e la vittoria finale è andata per la seconda volta all'Iran.

## Impianti
|                                                                 |  |  |
|                                                                 |  |  |
| Isa Sports City Città: Riffa Capienza: 8 000 Anno d'apertura: - |  |  |

## Regolamento

### Formula
Le squadre hanno disputato una prima fase a gironi con formula del girone all'italiana; al termine della prima fase:
- Le prime quattro di ogni girone hanno acceduto alla fase finale per il primo posto, strutturata in ottavi di finale, quarti di finale, semifinali, finale per il terzo posto e finale.
- Le quattro eliminate ai quarti di finale della fase finale per il primo posto hanno acceduto alla fase finale per il quinto posto, strutturata in semifinali, finale per il settimo posto e finale per il quinto posto.
- Le otto eliminate agli ottavi di finale della fase finale per il primo posto hanno acceduto alla fase finale per il nono posto, strutturata in quarti di finale, semifinali, finale per l'undicesimo posto e finale per il nono posto.
- Le quattro eliminate ai quarti di finale della fase finale per il nono posto hanno acceduto alla fase finale per il tredicesimo posto, strutturata in semifinali, finale per il quindicesimo posto e finale per il tredicesimo posto.
- L'ultima classificata di ogni girone ha acceduto al girone per il diciassettesimo posto, strutturato in un girone all'italiana.

### Criteri di classifica
Se il risultato finale è stato di 3-0 o 3-1 sono stati assegnati 3 punti alla squadra vincente e 0 a quella sconfitta, se il risultato finale è stato di 3-2 sono stati assegnati 2 punti alla squadra vincente e 1 a quella sconfitta.
L'ordine del posizionamento in classifica è stato definito in base a:
- Numero di partite vinte;
- Punti;
- Ratio dei set vinti/persi;
- Ratio dei punti realizzati/subiti;
- Risultati degli scontri diretti.

## Squadre partecipanti
| Squadra       | Qualificazione                                      | Ultima partecipazione |
| ------------- | --------------------------------------------------- | --------------------- |
| Argentina     | 1ª al campionato sudamericano under 19 2016         | Argentina 2015        |
| Bahrein       | Paese organizzatore                                 | Portogallo 1991       |
| Brasile       | 2ª al campionato sudamericano under 19 2016         | Argentina 2015        |
| Cile          | 2ª alla Coppa panamericana under 19 2017            | Argentina 2015        |
| Cina          | 3ª al campionato asiatico e oceaniano under 19 2017 | Argentina 2015        |
| Corea del Sud | 2ª al campionato asiatico e oceaniano under 19 2017 | Messico 2013          |
| Cuba          | 1ª al campionato nordamericano under 19 2016        | Argentina 2015        |
| Egitto        | 2ª al campionato africano under 19 2016             | Argentina 2015        |
| Francia       | 6ª al campionato europeo under 19 2017              | Argentina 2015        |
| Giappone      | 1ª al campionato asiatico e oceaniano under 19 2017 | Argentina 2015        |
| Iran          | 4ª al campionato asiatico e oceaniano under 19 2017 | Argentina 2015        |
| Italia        | 2ª al campionato europeo under 19 2017              | Argentina 2015        |
| Messico       | 1ª alla Coppa panamericana under 19 2017            | Argentina 2015        |
| Polonia       | 5ª al campionato europeo under 19 2017              | Argentina 2015        |
| Porto Rico    | 3ª alla Coppa panamericana under 19 2017            | Argentina 2015        |
| Rep. Ceca     | 1ª al campionato europeo under 19 2017              | Thailandia 2003       |
| Russia        | 4ª al campionato europeo under 19 2017              | Argentina 2015        |
| Stati Uniti   | 2ª al campionato nordamericano under 19 2016        | Argentina 2015        |
| Tunisia       | 1ª al campionato africano under 19 2016             | Messico 2013          |
| Turchia       | 3ª al campionato europeo under19 2017               | Argentina 2015        |

## Torneo

### Fase a gironi
I gironi sono stati sorteggiati il 20 maggio 2017 a Manama.
| Girone A    | Girone B | Girone C      | Girone D  |
| ----------- | -------- | ------------- | --------- |
| Bahrein     | Brasile  | Argentina     | Cina      |
| Egitto      | Cuba     | Cile          | Iran      |
| Porto Rico  | Francia  | Corea del Sud | Italia    |
| Stati Uniti | Giappone | Russia        | Messico   |
| Tunisia     | Polonia  | Turchia       | Rep. Ceca |

#### Girone A

##### Risultati
| 18 agosto 2017 Isa Sports City B, Riffa Durata: 2h:12 - Spettatori: 1 500 | Porto Rico  | 3 - 2 | Tunisia     | 20-25, 25-18, 30-32, 25-22, 17-15 |
| 18 agosto 2017 Isa Sports City B, Riffa Durata: 1h:47 - Spettatori: 1 700 | Bahrein     | 3 - 1 | Egitto      | 25-17, 25-20, 19-25, 25-20        |
| 19 agosto 2017 Isa Sports City B, Riffa Durata: 2h:28 - Spettatori: 700   | Egitto      | 3 - 1 | Porto Rico  | 29-27, 25-20, 23-25, 25-17        |
| 19 agosto 2017 Isa Sports City B, Riffa Durata: 2h:05 - Spettatori: 1 000 | Stati Uniti | 3 - 1 | Bahrein     | 28-26, 25-19, 20-25, 25-23        |
| 20 agosto 2017 Isa Sports City B, Riffa Durata: 1h:56 - Spettatori: 100   | Porto Rico  | 1 - 3 | Stati Uniti | 21-25, 18-25, 25-23, 22-25        |
| 20 agosto 2017 Isa Sports City B, Riffa Durata: 2h:03 - Spettatori: 100   | Tunisia     | 1 - 3 | Egitto      | 24-26, 25-22, 28-30, 30-32        |
| 21 agosto 2017 Isa Sports City B, Riffa Durata: 2h:06 - Spettatori: 1 000 | Stati Uniti | 3 - 2 | Tunisia     | 28-30, 22-25, 25-19, 26-24, 15-9  |
| 21 agosto 2017 Isa Sports City B, Riffa Durata: 1h:52 - Spettatori: 1 500 | Bahrein     | 3 - 2 | Porto Rico  | 23-25, 25-7, 25-10, 24-26, 15-10  |
| 22 agosto 2017 Isa Sports City B, Riffa Durata: 1h:53 - Spettatori: 500   | Egitto      | 3 - 1 | Stati Uniti | 25-23, 25-22, 25-21               |
| 22 agosto 2017 Isa Sports City B, Riffa Durata: 1h:44 - Spettatori: 1 000 | Tunisia     | 1 - 3 | Bahrein     | 19-25, 18-25, 25-23, 22-25        |

##### Classifica
| Pos | Squadra     | Pt | G | V | P | SV | SP | Ratio | PF  | PS  | Ratio |
| --- | ----------- | -- | - | - | - | -- | -- | ----- | --- | --- | ----- |
| 1   | Egitto      | 9  | 4 | 3 | 1 | 10 | 6  | 1.666 | 387 | 381 | 1.015 |
| 2   | Bahrein     | 8  | 4 | 3 | 1 | 10 | 7  | 1.428 | 397 | 342 | 1.160 |
| 3   | Stati Uniti | 8  | 4 | 3 | 1 | 10 | 7  | 1.428 | 403 | 379 | 1.063 |
| 4   | Porto Rico  | 3  | 4 | 1 | 3 | 7  | 11 | 0.636 | 370 | 424 | 0.872 |
| 5   | Tunisia     | 2  | 4 | 0 | 4 | 6  | 12 | 0.500 | 410 | 441 | 0.929 |

#### Girone B

##### Risultati
| 18 agosto 2017 Isa Sports City B, Riffa Durata: 2h:27 - Spettatori: 500 | Brasile  | 2 - 3 | Francia  | 25-23, 25-20, 17-25, 17-25, 15-17 |
| 18 agosto 2017 Isa Sports City B, Riffa Durata: 1h:05 - Spettatori: 700 | Cuba     | 0 - 3 | Giappone | 21-25, 18-25, 12-25               |
| 19 agosto 2017 Isa Sports City B, Riffa Durata: 1h:10 - Spettatori: 100 | Francia  | 3 - 0 | Cuba     | 25-19, 25-23, 25-14               |
| 19 agosto 2017 Isa Sports City B, Riffa Durata: 1h:48 - Spettatori: 100 | Polonia  | 1 - 3 | Brasile  | 25-22, 13-25, 18-25, 22-25        |
| 20 agosto 2017 Isa Sports City B, Riffa Durata: 1h:47 - Spettatori: 50  | Cuba     | 3 - 2 | Polonia  | 21-25, 25-22, 25-9, 21-25, 15-10  |
| 20 agosto 2017 Isa Sports City B, Riffa Durata: 1h:59 - Spettatori: 100 | Giappone | 3 - 2 | Francia  | 24-26, 27-25, 23-25, 25-20, 15-13 |
| 21 agosto 2017 Isa Sports City B, Riffa Durata: 1h:41 - Spettatori: 100 | Polonia  | 1 - 3 | Giappone | 19-25, 23-25, 25-21, 20-25        |
| 21 agosto 2017 Isa Sports City B, Riffa Durata: 1h:44 - Spettatori: 100 | Brasile  | 3 - 1 | Cuba     | 25-19, 20-25, 25-22, 25-19        |
| 22 agosto 2017 Isa Sports City B, Riffa Durata: 1h:20 - Spettatori: 100 | Giappone | 3 - 0 | Brasile  | 25-21, 26-24, 25-18               |
| 22 agosto 2017 Isa Sports City B, Riffa Durata: 1h:57 - Spettatori: 100 | Francia  | 3 - 1 | Polonia  | 23-25, 25-22, 25-20, 40-38        |

##### Classifica
| Pos | Squadra  | Pt | G | V | P | SV | SP | Ratio | PF  | PS  | Ratio |
| --- | -------- | -- | - | - | - | -- | -- | ----- | --- | --- | ----- |
| 1   | Giappone | 11 | 4 | 4 | 0 | 12 | 3  | 4.000 | 361 | 310 | 1.164 |
| 2   | Francia  | 9  | 4 | 3 | 1 | 11 | 6  | 1.833 | 407 | 374 | 1.088 |
| 3   | Brasile  | 7  | 4 | 2 | 2 | 8  | 8  | 1.000 | 354 | 349 | 1.014 |
| 4   | Cuba     | 2  | 4 | 1 | 3 | 4  | 11 | 0.363 | 299 | 336 | 0.889 |
| 5   | Polonia  | 1  | 4 | 0 | 4 | 5  | 12 | 0.416 | 361 | 413 | 0.874 |

#### Girone C

##### Risultati
| 18 agosto 2017 Isa Sports City C, Riffa Durata: 1h:08 - Spettatori: 70  | Russia        | 3 - 0 | Turchia       | 25-16, 25-16, 25-12               |
| 18 agosto 2017 Isa Sports City C, Riffa Durata: 1h:10 - Spettatori: 100 | Cile          | 0 - 3 | Corea del Sud | 12-25, 21-25, 21-25               |
| 19 agosto 2017 Isa Sports City C, Riffa Durata: 1h:06 - Spettatori: 50  | Cile          | 0 - 3 | Turchia       | 14-25, 19-25, 19-25               |
| 19 agosto 2017 Isa Sports City C, Riffa Durata: 1h:40 - Spettatori: 100 | Argentina     | 3 - 1 | Russia        | 20-25, 25-13, 25-23, 26-24        |
| 20 agosto 2017 Isa Sports City C, Riffa Durata: 1h:22 - Spettatori: 100 | Argentina     | 3 - 0 | Cile          | 25-23, 25-13, 25-22               |
| 20 agosto 2017 Isa Sports City C, Riffa Durata: 1h:52 - Spettatori: 200 | Corea del Sud | 3 - 1 | Turchia       | 26-28, 25-20, 25-21, 27-25        |
| 21 agosto 2017 Isa Sports City C, Riffa Durata: 2h:04 - Spettatori: 200 | Argentina     | 3 - 2 | Corea del Sud | 17-25, 20-25, 25-22, 25-21, 18-16 |
| 21 agosto 2017 Isa Sports City C, Riffa Durata: 1h:02 - Spettatori: 150 | Russia        | 3 - 0 | Cile          | 25-17, 25-11, 25-15               |
| 22 agosto 2017 Isa Sports City C, Riffa Durata: 1h:31 - Spettatori: 300 | Russia        | 3 - 1 | Corea del Sud | 25-22, 25-16, 22-25, 25-20        |
| 22 agosto 2017 Isa Sports City C, Riffa Durata: 2h:03 - Spettatori: 300 | Argentina     | 2 - 3 | Turchia       | 26-28, 22-25, 25-21, 25-19, 11-15 |

##### Classifica
| Pos | Squadra       | Pt | G | V | P | SV | SP | Ratio | PF  | PS  | Ratio |
| --- | ------------- | -- | - | - | - | -- | -- | ----- | --- | --- | ----- |
| 1   | Russia        | 9  | 4 | 3 | 1 | 10 | 4  | 2.500 | 332 | 264 | 1.257 |
| 2   | Argentina     | 9  | 4 | 3 | 1 | 11 | 6  | 1.833 | 385 | 360 | 1.069 |
| 3   | Corea del Sud | 7  | 4 | 2 | 2 | 9  | 7  | 1.285 | 370 | 350 | 1.057 |
| 4   | Turchia       | 5  | 4 | 2 | 2 | 7  | 8  | 0.875 | 319 | 339 | 0.941 |
| 5   | Cile          | 0  | 4 | 0 | 4 | 0  | 12 | 0.000 | 207 | 300 | 0.690 |

#### Girone D

##### Risultati
| 18 agosto 2017 Isa Sports City C, Riffa Durata: 1h:56 - Spettatori: 100 | Italia  | 3 - 1 | Rep. Ceca | 25-19, 25-21, 19-25, 30-28        |
| 18 agosto 2017 Isa Sports City C, Riffa Durata: 1h:13 - Spettatori: 100 | Messico | 0 - 3 | Cina      | 19-25, 17-25, 19-25               |
| 19 agosto 2017 Isa Sports City C, Riffa Durata: 1h:48 - Spettatori: 70  | Messico | 0 - 3 | Rep. Ceca | 26-28, 16-25, 17-25               |
| 19 agosto 2017 Isa Sports City C, Riffa Durata: 2h:05 - Spettatori: 70  | Iran    | 3 - 1 | Italia    | 25-16, 23-25, 23-25, 25-19, 15-12 |
| 20 agosto 2017 Isa Sports City C, Riffa Durata: 1h:09 - Spettatori: 300 | Iran    | 3 - 0 | Messico   | 25-19, 25-12, 25-18               |
| 20 agosto 2017 Isa Sports City C, Riffa Durata: 1h:41 - Spettatori: 300 | Cina    | 1 - 3 | Rep. Ceca | 25-22, 16-25, 20-25, 22-25        |
| 21 agosto 2017 Isa Sports City C, Riffa Durata: 1h:20 - Spettatori: 250 | Iran    | 3 - 0 | Cina      | 25-23, 25-18, 25-21               |
| 21 agosto 2017 Isa Sports City C, Riffa Durata: 1h:07 - Spettatori: 300 | Italia  | 3 - 0 | Messico   | 25-15, 25-19, 25-17               |
| 22 agosto 2017 Isa Sports City C, Riffa Durata: 1h:42 - Spettatori: 60  | Italia  | 3 - 1 | Cina      | 25-22, 25-13, 20-25, 25-23        |
| 22 agosto 2017 Isa Sports City C, Riffa Durata: 1h:16 - Spettatori: 50  | Iran    | 3 - 0 | Rep. Ceca | 25-22, 25-12, 25-19               |

##### Classifica
| Pos | Squadra   | Pt | G | V | P | SV | SP | Ratio | PF  | PS  | Ratio |
| --- | --------- | -- | - | - | - | -- | -- | ----- | --- | --- | ----- |
| 1   | Iran      | 11 | 4 | 4 | 0 | 12 | 2  | 6.000 | 336 | 261 | 1.287 |
| 2   | Italia    | 10 | 4 | 3 | 1 | 11 | 5  | 2.200 | 366 | 337 | 1.086 |
| 3   | Rep. Ceca | 6  | 4 | 2 | 2 | 7  | 7  | 1.000 | 321 | 316 | 1.015 |
| 4   | Cina      | 3  | 4 | 1 | 3 | 5  | 9  | 0.555 | 303 | 322 | 0.940 |
| 5   | Messico   | 0  | 4 | 0 | 4 | 0  | 12 | 0.000 | 213 | 303 | 0.702 |

### Finali 1º e 3º posto
|  | Ottavi di finale | Ottavi di finale |               |   | Quarti di finale          | Quarti di finale          |  |  | Semifinali | Semifinali |  |  | Finale | Finale |
|  |                  |                  |               |   |                           |                           |  |  |            |            |  |  |        |        |
|  |                  |                  |               |   |                           |                           |  |  |            |            |  |  |        |        |
|  |                  |                  |               |   |                           |                           |  |  |            |            |  |  |        |        |
|  | Giappone         | 3                |               |   |                           |                           |  |  |            |            |  |  |        |        |
|  | Giappone         | 3                |               |   |                           |                           |  |  |            |            |  |  |        |        |
|  | Porto Rico       | 0                |               |   |                           |                           |  |  |            |            |  |  |        |        |
|  | Porto Rico       | 0                | Giappone      | 3 |                           |                           |  |  |            |            |  |  |        |        |
|  |                  |                  | Giappone      | 3 |                           |                           |  |  |            |            |  |  |        |        |
|  |                  | Rep. Ceca        | 0             |   |                           |                           |  |  |            |            |  |  |        |        |
|  | Argentina        | Rep. Ceca        | 0             | 1 |                           |                           |  |  |            |            |  |  |        |        |
|  | Argentina        |                  |               | 1 |                           |                           |  |  |            |            |  |  |        |        |
|  | Rep. Ceca        | 3                |               |   |                           |                           |  |  |            |            |  |  |        |        |
|  | Rep. Ceca        | 3                | Giappone      | 0 |                           |                           |  |  |            |            |  |  |        |        |
|  |                  |                  | Giappone      | 0 |                           |                           |  |  |            |            |  |  |        |        |
|  |                  | Russia           | 3             |   |                           |                           |  |  |            |            |  |  |        |        |
|  | Francia          | Russia           | 3             | 3 |                           |                           |  |  |            |            |  |  |        |        |
|  | Francia          |                  |               | 3 |                           |                           |  |  |            |            |  |  |        |        |
|  | Stati Uniti      | 0                |               |   |                           |                           |  |  |            |            |  |  |        |        |
|  | Stati Uniti      | 0                | Francia       | 2 |                           |                           |  |  |            |            |  |  |        |        |
|  |                  |                  | Francia       | 2 |                           |                           |  |  |            |            |  |  |        |        |
|  |                  | Russia           | 3             |   |                           |                           |  |  |            |            |  |  |        |        |
|  | Russia           | Russia           | 3             | 3 |                           |                           |  |  |            |            |  |  |        |        |
|  | Russia           |                  |               | 3 |                           |                           |  |  |            |            |  |  |        |        |
|  | Cina             | 1                |               |   |                           |                           |  |  |            |            |  |  |        |        |
|  | Cina             | 1                | Russia        | 1 |                           |                           |  |  |            |            |  |  |        |        |
|  |                  |                  | Russia        | 1 |                           |                           |  |  |            |            |  |  |        |        |
|  |                  | Iran             | 3             |   |                           |                           |  |  |            |            |  |  |        |        |
|  | Iran             | Iran             | 3             | 3 |                           |                           |  |  |            |            |  |  |        |        |
|  | Iran             |                  |               | 3 |                           |                           |  |  |            |            |  |  |        |        |
|  | Turchia          | 0                |               |   |                           |                           |  |  |            |            |  |  |        |        |
|  | Turchia          | 0                | Iran          | 3 |                           |                           |  |  |            |            |  |  |        |        |
|  |                  |                  | Iran          | 3 |                           |                           |  |  |            |            |  |  |        |        |
|  |                  | Brasile          | 0             |   |                           |                           |  |  |            |            |  |  |        |        |
|  | Brasile          | Brasile          | 0             | 3 |                           |                           |  |  |            |            |  |  |        |        |
|  | Brasile          |                  |               | 3 |                           |                           |  |  |            |            |  |  |        |        |
|  | Bahrein          | 0                |               |   |                           |                           |  |  |            |            |  |  |        |        |
|  | Bahrein          | 0                | Iran          | 3 |                           |                           |  |  |            |            |  |  |        |        |
|  |                  |                  | Iran          | 3 |                           |                           |  |  |            |            |  |  |        |        |
|  |                  | Corea del Sud    | 0             |   | Finale per il terzo posto | Finale per il terzo posto |  |  |            |            |  |  |        |        |
|  | Italia           | Corea del Sud    | 0             | 0 | Finale per il terzo posto | Finale per il terzo posto |  |  |            |            |  |  |        |        |
|  | Italia           |                  |               | 0 |                           |                           |  |  |            |            |  |  |        |        |
|  | Corea del Sud    | 3                |               |   |                           |                           |  |  |            |            |  |  |        |        |
|  | Corea del Sud    | 3                | Corea del Sud | 3 | Giappone                  | 3                         |  |  |            |            |  |  |        |        |
|  |                  |                  | Corea del Sud | 3 | Giappone                  | 3                         |  |  |            |            |  |  |        |        |
|  |                  | Egitto           | 1             |   | Corea del Sud             | 0                         |  |  |            |            |  |  |        |        |
|  | Egitto           | Egitto           | 1             | 3 | Corea del Sud             | 0                         |  |  |            |            |  |  |        |        |
|  | Egitto           |                  |               | 3 |                           |                           |  |  |            |            |  |  |        |        |
|  | Cuba             | 2                |               |   |                           |                           |  |  |            |            |  |  |        |        |
|  | Cuba             | 2                |               |   |                           |                           |  |  |            |            |  |  |        |        |

#### Ottavi di finale
| 24 agosto 2017 Isa Sports City C, Riffa Durata: 1h:15 - Spettatori: 300   | Giappone  | 3 - 0 | Porto Rico    | 25-17, 25-16, 25-21               |
| 24 agosto 2017 Isa Sports City B, Riffa Durata: 2h:32 - Spettatori: 100   | Argentina | 1 - 3 | Rep. Ceca     | 22-25, 22-25, 25-20, 21-25        |
| 24 agosto 2017 Isa Sports City C, Riffa Durata: 1h:12 - Spettatori: 300   | Francia   | 3 - 0 | Stati Uniti   | 25-21, 25-13, 25-20               |
| 24 agosto 2017 Isa Sports City B, Riffa Durata: 1h:27 - Spettatori: 500   | Russia    | 3 - 1 | Cina          | 22-25, 25-12, 25-16, 25-13        |
| 24 agosto 2017 Isa Sports City C, Riffa Durata: 1h:06 - Spettatori: 300   | Iran      | 3 - 0 | Turchia       | 25-18, 25-21, 25-13               |
| 24 agosto 2017 Isa Sports City C, Riffa Durata: 1h:05 - Spettatori: 2 000 | Brasile   | 3 - 0 | Bahrein       | 25-14, 25-15, 25-18               |
| 24 agosto 2017 Isa Sports City B, Riffa Durata: 1h:17 - Spettatori: 200   | Italia    | 0 - 3 | Corea del Sud | 23-25, 22-25, 13-25               |
| 24 agosto 2017 Isa Sports City B, Riffa Durata: 1h:59 - Spettatori: 100   | Egitto    | 3 - 2 | Cuba          | 25-19, 23-25, 18-25, 25-22, 15-10 |

#### Quarti di finale
| 25 agosto 2017 Isa Sports City C, Riffa Durata: 1h:11 - Spettatori: 80  | Giappone      | 3 - 0 | Rep. Ceca | 25-22, 25-18, 25-22               |
| 25 agosto 2017 Isa Sports City C, Riffa Durata: 1h:59 - Spettatori: 60  | Francia       | 2 - 3 | Russia    | 27-25, 24-26, 25-23, 19-25, 14-16 |
| 25 agosto 2017 Isa Sports City C, Riffa Durata: 1h:14 - Spettatori: 600 | Iran          | 3 - 0 | Brasile   | 25-21, 25-20, 25-15               |
| 25 agosto 2017 Isa Sports City C, Riffa Durata: 1h:45 - Spettatori: 800 | Corea del Sud | 3 - 1 | Egitto    | 25-20, 20-25, 25-20, 25-19        |

#### Semifinali
| 26 agosto 2017 Isa Sports City C, Riffa Durata: 1h:16 - Spettatori: 1 000 | Giappone | 0 - 3 | Russia        | 17-25, 23-25, 28-30 |
| 26 agosto 2017 Isa Sports City C, Riffa Durata: 1h:16 - Spettatori: 1 000 | Iran     | 3 - 0 | Corea del Sud | 25-23, 25-20, 25-18 |

#### Finale 3º posto
| 27 agosto 2017 Isa Sports City C, Riffa Durata: 1h:08 - Spettatori: 100 | Giappone | 3 - 0 | Corea del Sud | 25-22, 25-22, 25-18 |

#### Finale
| 27 agosto 2017 Isa Sports City C, Riffa Durata: 1h:42 - Spettatori: 1 800 | Russia | 1 - 3 | Iran | 20-25, 23-25, 25-21, 20-25 |

### Finali 5º e 7º posto
|  | Semifinali | Semifinali | Semifinali |        |         | Finale 5º/6º posto | Finale 5º/6º posto | Finale 5º/6º posto |  |
|  |            |            |            |        |         |                    |                    |                    |  |
|  | Rep. Ceca  | Rep. Ceca  | 1          |        |         |                    |                    |                    |  |
|  | Rep. Ceca  | Rep. Ceca  | 1          |        |         |                    |                    |                    |  |
|  | Francia    | Francia    | 3          |        |         |                    |                    |                    |  |
|  | Francia    | Francia    | 3          |        | Francia | Francia            | 3                  |                    |  |
|  |            |            |            |        | Francia | Francia            | 3                  |                    |  |
|  |            |            | Egitto     | Egitto | 0       |                    |                    |                    |  |
|  | Brasile    | Brasile    | Egitto     | Egitto | 0       | 0                  |                    |                    |  |
|  | Brasile    | Brasile    |            |        |         | 0                  |                    |                    |  |
|  | Egitto     | Egitto     | 3          |        |         | Finale 7º/8º posto | Finale 7º/8º posto | Finale 7º/8º posto |  |
|  | Egitto     | Egitto     | 3          |        |         |                    |                    |                    |  |
|  |            |            |            |        |         |                    |                    |                    |  |
|  |            |            |            |        |         | Rep. Ceca          | Rep. Ceca          | 3                  |  |
|  |            |            |            |        |         | Rep. Ceca          | Rep. Ceca          | 3                  |  |
|  |            |            |            |        |         | Brasile            | Brasile            | 2                  |  |

#### Semifinali
| 26 agosto 2017 Isa Sports City C, Riffa Durata: 1h:37 - Spettatori: 100 | Rep. Ceca | 1 - 3 | Francia | 25-23, 18-25, 22-25, 21-25 |
| 26 agosto 2017 Isa Sports City C, Riffa Durata: 1h:31 - Spettatori: 200 | Brasile   | 0 - 3 | Egitto  | 31-33, 15-25, 19-25        |

#### Finale 7º posto
| 27 agosto 2017 Isa Sports City C, Riffa Durata: 2h:00 - Spettatori: 100 | Rep. Ceca | 3 - 2 | Brasile | 25-20, 18-25, 25-20, 20-25, 15-9 |

#### Finale 5º posto
| 27 agosto 2017 Isa Sports City C, Riffa Durata: 1h:07 - Spettatori: 200 | Francia | 3 - 0 | Egitto | 25-20, 25-16, 26-24 |

### Finali 9º e 11º posto
|  | Quarti di finale | Quarti di finale |           |         | Semifinali           | Semifinali           |  |  | Finale 9º/10º posto | Finale 9º/10º posto |
|  |                  |                  |           |         |                      |                      |  |  |                     |                     |
|  |                  |                  |           |         |                      |                      |  |  |                     |                     |
|  |                  |                  |           |         |                      |                      |  |  |                     |                     |
|  | Porto Rico       | 1                |           |         |                      |                      |  |  |                     |                     |
|  | Porto Rico       | 1                |           |         |                      |                      |  |  |                     |                     |
|  | Argentina        | 3                |           |         |                      |                      |  |  |                     |                     |
|  | Argentina        | 3                | Argentina | 2       |                      |                      |  |  |                     |                     |
|  |                  |                  | Argentina | 2       |                      |                      |  |  |                     |                     |
|  |                  | Cina             | 3         |         |                      |                      |  |  |                     |                     |
|  | Stati Uniti      | Cina             | 3         | 1       |                      |                      |  |  |                     |                     |
|  | Stati Uniti      |                  |           | 1       |                      |                      |  |  |                     |                     |
|  | Cina             | 3                |           |         |                      |                      |  |  |                     |                     |
|  | Cina             | 3                | Cina      | 0       |                      |                      |  |  |                     |                     |
|  |                  |                  | Cina      | 0       |                      |                      |  |  |                     |                     |
|  |                  | Italia           | 3         |         |                      |                      |  |  |                     |                     |
|  | Turchia          | Italia           | 3         | 3       |                      |                      |  |  |                     |                     |
|  | Turchia          |                  |           | 3       |                      |                      |  |  |                     |                     |
|  | Bahrein          | 0                |           |         |                      |                      |  |  |                     |                     |
|  | Bahrein          | 0                | Turchia   | 2       | Finale 11º/12º posto | Finale 11º/12º posto |  |  |                     |                     |
|  |                  |                  | Turchia   | 2       | Finale 11º/12º posto | Finale 11º/12º posto |  |  |                     |                     |
|  |                  | Italia           | 3         |         |                      |                      |  |  |                     |                     |
|  | Italia           | Italia           | 3         | 3       | Argentina            | 1                    |  |  |                     |                     |
|  | Italia           |                  |           | 3       | Argentina            | 1                    |  |  |                     |                     |
|  | Cuba             | 0                |           | Turchia | 3                    |                      |  |  |                     |                     |
|  | Cuba             | 0                |           |         | 3                    |                      |  |  |                     |                     |
|  |                  |                  |           |         |                      |                      |  |  |                     |                     |
|  |                  |                  |           |         |                      |                      |  |  |                     |                     |

#### Quarti di finale
| 25 agosto 2017 Isa Sports City B, Riffa Durata: 1h:39 - Spettatori: 100 | Porto Rico  | 1 - 3 | Argentina | 24-26, 12-25, 25-21, 17-25 |
| 25 agosto 2017 Isa Sports City B, Riffa Durata: 1h:57 - Spettatori: 100 | Stati Uniti | 1 - 3 | Cina      | 26-24, 20-25, 27-29, 20-25 |
| 25 agosto 2017 Isa Sports City B, Riffa Durata: 1h:18 - Spettatori: 200 | Turchia     | 3 - 0 | Bahrein   | 25-17, 25-20, 25-23        |
| 25 agosto 2017 Isa Sports City B, Riffa Durata: 1h:07 - Spettatori: 200 | Italia      | 3 - 0 | Cuba      | 25-18, 25-20, 25-17        |

#### Semifinali
| 26 agosto 2017 Isa Sports City B, Riffa Durata: 2h:20 - Spettatori: 100 | Argentina | 2 - 3 | Cina   | 23-25, 26-24, 22-25, 25-23, 16-18 |
| 26 agosto 2017 Isa Sports City B, Riffa Durata: 1h:57 - Spettatori: 50  | Turchia   | 2 - 3 | Italia | 26-28, 25-16, 21-25, 25-20, 8-15  |

#### Finale 11º posto
| 27 agosto 2017 Isa Sports City B, Riffa Durata: 1h:36 - Spettatori: 50 | Argentina | 1 - 3 | Turchia | 25-27, 20-25, 25-19, 18-25 |

#### Finale 9º posto
| 27 agosto 2017 Isa Sports City B, Riffa Durata: 1h:06 - Spettatori: 100 | Cina | 0 - 3 | Italia | 19-25, 16-25, 20-25 |

### Finali 13º e 15º posto
|  | Semifinali  | Semifinali  | Semifinali |         |            | Finale 13º/14º posto | Finale 13º/14º posto | Finale 13º/14º posto |  |
|  |             |             |            |         |            |                      |                      |                      |  |
|  | Porto Rico  | Porto Rico  | 3          |         |            |                      |                      |                      |  |
|  | Porto Rico  | Porto Rico  | 3          |         |            |                      |                      |                      |  |
|  | Stati Uniti | Stati Uniti | 1          |         |            |                      |                      |                      |  |
|  | Stati Uniti | Stati Uniti | 1          |         | Porto Rico | Porto Rico           | 0                    |                      |  |
|  |             |             |            |         | Porto Rico | Porto Rico           | 0                    |                      |  |
|  |             |             | Bahrein    | Bahrein | 3          |                      |                      |                      |  |
|  | Bahrein     | Bahrein     | Bahrein    | Bahrein | 3          | 3                    |                      |                      |  |
|  | Bahrein     | Bahrein     |            |         |            | 3                    |                      |                      |  |
|  | Cuba        | Cuba        | 0          |         |            | Finale 15º/16º posto | Finale 15º/16º posto | Finale 15º/16º posto |  |
|  | Cuba        | Cuba        | 0          |         |            |                      |                      |                      |  |
|  |             |             |            |         |            |                      |                      |                      |  |
|  |             |             |            |         |            | Stati Uniti          | Stati Uniti          | 3                    |  |
|  |             |             |            |         |            | Stati Uniti          | Stati Uniti          | 3                    |  |
|  |             |             |            |         |            | Cuba                 | Cuba                 | 0                    |  |

#### Semifinali
| 26 agosto 2017 Isa Sports City B, Riffa Durata: 2h:01 - Spettatori: 70  | Porto Rico | 3 - 1 | Stati Uniti | 25-20, 21-25, 30-28, 25-23 |
| 26 agosto 2017 Isa Sports City C, Riffa Durata: 1h:18 - Spettatori: 100 | Bahrein    | 3 - 0 | Cuba        | 25-23, 25-16, 25-16        |

#### Finale 15º posto
| 27 agosto 2017 Isa Sports City B, Riffa Durata: 1h:19 - Spettatori: 50 | Stati Uniti | 3 - 0 | Cuba | 25-20, 25-19, 26-24 |

#### Finale 13º posto
| 27 agosto 2017 Isa Sports City B, Riffa Durata: 1h:19 - Spettatori: 100 | Porto Rico | 0 - 3 | Bahrein | 20-25, 22-25, 23-25 |

### Girone 17º posto

#### Risultati
| 24 agosto 2017 Isa Sports City C, Riffa Durata: 1h:49 - Spettatori: 100 | Tunisia | 2 - 3 | Messico | 18-25, 21-25, 25-18, 25-22, 11-15 |
| 24 agosto 2017 Isa Sports City B, Riffa Durata: 1h:48 - Spettatori: 50  | Polonia | 1 - 3 | Cile    | 26-28, 25-13, 21-25, 18-25        |
| 25 agosto 2017 Isa Sports City C, Riffa Durata: 1h:48 - Spettatori: 50  | Cile    | 2 - 3 | Messico | 25-19, 21-25, 25-17, 22-25, 7-15  |
| 25 agosto 2017 Isa Sports City B, Riffa Durata: 1h:02 - Spettatori: 50  | Tunisia | 0 - 3 | Polonia | 15-25, 16-25, 13-25               |
| 26 agosto 2017 Isa Sports City C, Riffa Durata: 1h:10 - Spettatori: 100 | Polonia | 3 - 0 | Messico | 25-16, 29-27, 25-23               |
| 26 agosto 2017 Isa Sports City B, Riffa Durata: 1h:36 - Spettatori: 50  | Tunisia | 3 - 1 | Cile    | 25-16, 21-25, 25-21, 25-11        |

#### Classifica
| Pos | Squadra | Pt | G | V | P | SV | SP | Ratio | PF  | PS  | Ratio |
| --- | ------- | -- | - | - | - | -- | -- | ----- | --- | --- | ----- |
| 1   | Polonia | 6  | 3 | 2 | 1 | 7  | 3  | 2.333 | 244 | 201 | 1.213 |
| 2   | Messico | 4  | 3 | 2 | 1 | 6  | 7  | 0.857 | 272 | 279 | 0.974 |
| 4   | Cile    | 4  | 3 | 1 | 2 | 6  | 7  | 0.857 | 264 | 287 | 0.919 |
| 4   | Tunisia | 2  | 3 | 1 | 2 | 5  | 7  | 0.714 | 240 | 253 | 0.948 |

## Classifica finale
| Pos | Squadra       | Rosa |
| --- | ------------- | --- |
|     | Iran          | Formazione: 1 Rastiardakani, 2 Jelveh, 5 Toukhteh, 6 Falahat, 7 Daneshdoust, 8 Sharifi, 9 Feyzemamdoust, 12 Esfandiar, 15 Soleiman, 16 Hazratpourtalatappeh, 18 Gholamipour, 20 Yali, CT: Reza |
|     | Russia        | Formazione: 1 Kuznecov, 2 Dikarëv, 4 Mel'nikov, 5 Abaev, 6 Uškov, 10 Antonov, 11 Ljasov, 12 Sapožkov, 13 Mineev, 15 Spiridonov, 16 Ganenko, 17 Tetjuchin, CT: Nozdrin                          |
|     | Giappone      | Formazione: 1 Miyaura, 2 Nakamura, 3 Kashimura, 4 Tashiro, 5 Miyoshi, 6 Nakahama, 7 Oniki, 9 Saeki, 10 Ichikawa, 11 Sato, 12 Ōtsuka, 18 Yamada, CT: Honda                                      |
| 4   | Corea del Sud | |
| 5   | Francia       | |
| 6   | Egitto        | |
| 7   | Rep. Ceca     | |
| 8   | Brasile       | |
| 9   | Italia        | |
| 10  | Cina          | |
| 11  | Turchia       | |
| 12  | Argentina     | |
| 13  | Bahrein       | |
| 14  | Porto Rico    | |
| 15  | Stati Uniti   | |
| 16  | Cuba          | |
| 17  | Polonia       | |
| 18  | Messico       | |
| 19  | Cile          | |
| 20  | Tunisia       | |

## Premi individuali
| Premio                 | Nome              | Squadra       |
| ---------------------- | ----------------- | ------------- |
| MVP                    | Amir Esfandiar    | Iran          |
| Miglior palleggiatrice | Shunsuke Nakamura | Giappone      |
| Miglior opposto        | Im Dong-hyeok     | Corea del Sud |
| Miglior schiacciatrice | Amir Esfandiar    | Iran          |
| Miglior schiacciatrice | Pavel Tetjuchin   | Russia        |
| Miglior centrale       | Artëm Mel'nikov   | Russia        |
| Miglior centrale       | Amir Toukhteh     | Iran          |
| Miglior libero         | Kenta Ichikawa    | Giappone      |